# Aleksandar Obradović (Schriftsteller)
Aleksandar Obradovic (* 12. Januar 1956 in Sarajevo) ist ein jugoslawischer Schriftsteller und Maler.

## Leben
Nach einem Studium der Journalistik und der Philosophie und einer zweijährigen Tätigkeit bei der Tageszeitung „Oslobođenje“, arbeitete er als Kultur-Redakteur für das Radioprogramm „Sarajevo 202“ im Fernseh- und Rundfunksender Sarajevo, wo er seine journalistischen und publizistischen Arbeiten bis zum Beginn des Bürgerkrieges in Bosnien veröffentlichte. Während dieser Zeit schloss er das Studium der Ästhetik an der Philosophischen Fakultät in Belgrad ab, veröffentlichte Kurzgeschichten, Essays und Gedichte und wirkte bei der Realisierung von Bühnenstücken in der Theaterszene von Sarajevo mit.
Das Kriegsgebiet verlassend, ließ er sich 1992 in Frankfurt am Main nieder, wo er diverse Jobs als Koch, Türsteher und Leibwächter annahm. Nach einer kurzen Zusammenarbeit mit der Diaspora-Tageszeitung „Vesti“ übernahm er die Stelle des verantwortlichen Chefredakteurs der Wochenzeitschrift „Spona“. Kurze Zeit später, veröffentlichte er seinen ersten Roman Auf welcher Seite steht Walter (Na čijoj je strani Valter), eine autobiographische Aussage über die Erfahrung des Krieges in seiner Heimat. Später folgte der Roman Ikarus Traum (Ikarov san), der in zwei Simultangeschichten gegliedert, eine Flüchtlings- und eine Kriegsgeschichte in Sarajevo wiedergibt. Auf der Grundlage seiner literarischen Arbeit, wurde er als Mitglied in den Verband der Schriftsteller Serbiens aufgenommen. Seine journalistische Arbeit setzte der Schriftsteller als Redakteur der ausländischen Ausgabe der Belgrader Tageszeitung „Ekspres Politika“ fort und stellte in dieser Zeit auch seine Bilder, vor allem Aquarelle, die während seines Deutschland-aufenthalts entstanden sind, aus.
Ende 2002 zog er nach München und fing wieder an als Redakteur der Balkan-Redaktion beim Radiosender „Lora“, in seinem ursprünglichen Medium zu arbeiten und als Organisator von kulturellen Veranstaltungen im Rahmen der Vereinigung „Jugoslawisch-Deutsche Freundschaft“ mitzuwirken. Dort erschienen der Band Im fremden Garten (U tuđem žardinu) und ein Roman in deutscher Sprache Im Schatten des Regenbogens. Es folgte die theoretische Abhandlung auf dem Gebiet der bildenden Kunst und Ästhetik – „Die Befreiung von Form und Formalismus in der Kunsttheorie“ (Oslobođenje forme i likovni formalizam).
Nach 2000 beschäftigte sich Obradović auch mit Dokumentarfilmen und Reportagen im Rahmen seiner Tätigkeit für die Produktionsfirma „Preview Production“ und wirkte unter anderem bei der Realisierung der ersten Folgen der Serie „Die Ludolfs“, der Pro7-Reportage „Die Gangs von Frankfurt“ und der BR-Reportage „Mit Allah im Kampf um Öl“ mit.
Im Jahr 2010, beendete der Autor, nach vier Jahre langem Schreiben, das letzte Buch seiner Antikriegstrilogie und veröffentlichte es unter dem Titel „Von Gott und Murmeln“ (O Bogu i klikerima). Das Buch verbindet zwei Kriege, den Zweiten Weltkrieg und den Krieg in Bosnien, miteinander und stellt eine lebendige und filigrane Charakterstudie des Balkan-Gebietes dar.
Die aus dem Blog des Schriftstellers stammenden Kurzgeschichten und Gedichte, gewidmet der Vorkriegszeit in Sarajevo, seinem Geburtsort, fanden Platz in seinem siebten Buch „Auf der Suche nach der verlorenen Stadt“ (U potrazi za izgubljenim gradom), welche im Sommer 2016 veröffentlicht wurde.
Mit seinen Kurzgeschichten schafft er Ende 2017, in seinem Buch, einen vollkommen anderen Ausgang des „Unvollendeten Märchens“ („Nedovršena bajka“), träumerisch und sehnsüchtig gefärbt, und eröffnet damit eine virtuelle und nach seiner Vision gestaltete Vergangenheit. Ein Jahr später veröffentlicht der Autor den dritten Band der „Sarajevo-Trilogie“, mit dem Namen „Unter der Glasglocke“ („Pod staklenim zvonom“) und bleibt damit seinem erzählerischen Stil treu.

## Werke
- Na čijoj je strani Valter, 1995 (dt. Auf welcher Seite steht Walter)
- Ikarov san, 1996 (dt. Ikarus Traum)
- Im Schatten des Regenbogens, 2004, ISBN 86-905021-1-4
- U tuđem žardinu, 2004 (dt. Im fremden Garten)
- Oslobođenje forme i likovni formalizam, 2006, ISBN 86-905021-2-2 (dt. Die Befreiung von Form und Formalismus in der Kunsttheorie)
- O Bogu i klikerima, 2010, ISBN 978-86-905021-3-4 (dt. Von Gott und Murmeln)
- Von Gott und Murmeln, 2012, ISBN 978-3-00-039668-7
- U potrazi za izgubljenim gradom, 2016, ISBN 978-86-905021-4-1 (dt. Auf der Suche nach der verlorenen Stadt)
- Nedovršena bajka, 2017, ISBN 978-86-905021-5-8 (dt. Unvollendetes Märchen)
- Pod staklenim zvonom, 2018, ISBN 978-86-905021-6-5 (dt. Unter der Glasglocke)

## Ausstellungen
- Ausstellung, Künstlerkolonie Počitelj, 15. Mai 1979
- Crteži, Klub KUD Sloga, Sarajevo, 14. April 1990
- Aquarelle und Zeichnungen, Galerie D.K., Friedrichshafen, 4.–26. April 1998
- Aquarelle, Galerie ArtNova, Frankfurt am Main, 12. Oktober 1996
- Begegnung im Zeichnen der Kunst, Galerie Kunstarkaden, München, 10. November 2003
- Bild und Klang, Ausstellungsraum der Dritte Dimension, München, 22. Oktober 2011
- Traumwelten, Ausstellungsraum des Generalkonsulats der Republik Serbien, München, 12. Mai 2012
- Mondes de rêve, Centre culturel de Serbie, Paris, 25. Juni 2012
- Vernissage & Buchlesung, Bürgerhaus Ronneburg, Frankfurt am Main, 22. September 2012